# Campeonato Europeo de Baloncesto Femenino de 2023
El XXXIX Campeonato Europeo de Baloncesto Femenino se celebró conjuntamente en Eslovenia e Israel entre el 15 y el 25 de junio de 2023 bajo la denominación EuroBasket Femenino 2023. El evento es organizado por la Confederación Europea de Baloncesto (FIBA Europa), la Federación Eslovena de Baloncesto y la Federación de Baloncesto de Israel.
Un total de dieciséis selecciones nacionales afiliadas a FIBA Europa compitieron por el título europeo, cuyo anterior portador era el equipo de Serbia, vencedor del EuroBasket 2021. 
Las selecciones de Rusia y Bielorrusia fueron excluidas de este campeonato debido a la invasión rusa de Ucrania.
La selección de Bélgica se adjudicó la medalla de oro al derrotar en la final al equipo de España con un marcador de 58-64. En el partido por el tercer puesto el conjunto de Francia venció al de Hungría.

## Sedes
| Liubliana Tel Aviv                         |                               |
| Liubliana Eslovenia                        | Tel Aviv Israel               |
| Arena Stožice                              | Arena de Tel Aviv             |
| Capacidad: 12 480                          | Capacidad: 3504               |
| Fase de grupos (Grupos C y D) y Fase Final | Fase de grupos (Grupos A y B) |
|                                            |                               |

## Equipos clasificados
| Equipo          | Método de clasificación                  | Fecha de clasificación  | Participaciones | Última | Mejor resultado          |
| --------------- | ---------------------------------------- | ----------------------- | --------------- | ------ | ------------------------ |
| Eslovenia       | Países anfitriones                       | 11 de junio de 2021     | 3               | 2021   | 10º lugar (2019, 2021)   |
| Israel          | Países anfitriones                       | 11 de junio de 2021     | 6               | 2011   | 8º lugar (1991)          |
| Letonia         | Ganadora del Grupo J                     | 27 de noviembre de 2022 | 9               | 2019   | 4º lugar (2007)          |
| España          | Ganadora del Grupo C                     | 27 de noviembre de 2022 | 21              | 2021   | (1993, 2013, 2017, 2019) |
| Italia          | Ganadora del Grupo H                     | 27 de noviembre de 2022 | 33              | 2021   | (1938)                   |
| Bélgica         | Ganadora del Grupo A                     | 9 de febrero de 2023    | 13              | 2021   | (2017, 2021)             |
| Francia         | Ganadora del Grupo B                     | 9 de febrero de 2023    | 33              | 2021   | (2001, 2009)             |
| Montenegro      | Ganadora del Grupo F                     | 9 de febrero de 2023    | 6               | 2021   | 6º lugar (2011)          |
| Serbia          | Ganadora del Grupo E                     | 9 de febrero de 2023    | 6               | 2021   | (2015, 2021)             |
| Turquía         | Ganadora del Grupo D                     | 9 de febrero de 2023    | 9               | 2021   | (2011)                   |
| Grecia          | Ganadora del Grupo G                     | 9 de febrero de 2023    | 9               | 2021   | 4º lugar (2017)          |
| Hungría         | Top 4 de segundos clasificados (Grupo C) | 12 de febrero de 2023   | 31              | 2019   | (1950, 1956)             |
| Gran Bretaña    | Top 4 de segundos clasificados (Grupo G) | 12 de febrero de 2023   | 4               | 2019   | 4º lugar (2019)          |
| República Checa | Ganadora del Grupo I                     | 12 de febrero de 2023   | 14              | 2021   | (2005)                   |
| Eslovaquia      | Top 4 de segundos clasificados (Grupo H) | 12 de febrero de 2023   | 12              | 2021   | (1997)                   |
| Alemania        | Top 4 de segundos clasificados (Grupo A) | 12 de febrero de 2023   | 15              | 2011   | (1997)                   |

### Sorteo de grupos
Los bombos para el sorteo se dividieron en base al ranking FIBA del 28 de febrero de 2023, y se anunciaron el 1 de marzo de 2023: 
| Bombo 1 | Bombo 1 |
| ------- | ------- |
| España  | 4       |
| Francia | 6       |
| Bélgica | 7       |
| Serbia  | 8       |

| Bombo 2   | Bombo 2 |
| --------- | ------- |
| Turquía   | 11      |
| Italia    | 14      |
| Grecia    | 15      |
| Eslovenia | 19      |

| Bombo 3         | Bombo 3 |
| --------------- | ------- |
| Gran Bretaña    | 20      |
| Montenegro      | 21      |
| Eslovaquia      | 22      |
| República Checa | 23      |

| Bombo 4  | Bombo 4 |
| -------- | ------- |
| Hungría  | 24      |
| Letonia  | 25      |
| Alemania | 36      |
| Israel   | 49      |

El sorteo de grupos tuvo lugar el 8 de marzo de 2023 en Liubliana (Eslovenia). Eslovenia e Israel, como anfitriones, pudieron elegir una federación asociada. Eslovenia eligió a Serbia, aunque jugarían en diferentes grupos; mientras que Israel eligió a la República Checa, y jugarían en el mismo grupo. 
| Grupo A | Grupo B   | Grupo C         | Grupo D  |
| ------- | --------- | --------------- | -------- |
| España  | Grecia    | Montenegro      | Letonia  |
| Bélgica | Italia    | República Checa | Israel   |
| Francia | Eslovenia | Gran Bretaña    | Alemania |
| Serbia  | Turquía   | Eslovaquia      | Hungría  |

## Fase de grupos
- Todos los partidos en la hora local de Eslovenia (UTC+2) o Israel (UTC+3)

### Grupo A
| Pos. | Equipo     | PJ | G | P | PF  | PC  | DP  | Pts | Clasificación                    |
| ---- | ---------- | -- | - | - | --- | --- | --- | --- | -------------------------------- |
| 1    | España     | 3  | 2 | 1 | 217 | 184 | +33 | 5   | Cuartos de final                 |
| 2    | Montenegro | 3  | 2 | 1 | 192 | 205 | −13 | 5   | Clasificación a cuartos de final |
| 3    | Grecia     | 3  | 1 | 2 | 202 | 215 | −13 | 4   | Clasificación a cuartos de final |
| 4    | Letonia    | 3  | 1 | 2 | 190 | 197 | −7  | 4   |                                  |

 Fuente: FIBA
Criterios de clasificación: 1) Puntos; 2) Enfrentamientos directos; 3) Diferencia global de puntos; 4) Puntos anotados.
Notas:
1. 1 2  España 78–57 Montenegro
2. 1 2  Grecia 73–65 Letonia

Todos los horarios corresponden al huso horario local (EEST - UTC+3)
Jornada 1
| 15 de junio de 2023 | Montenegro                                             | 74–69                                 | Grecia                                                                | Tel Aviv |  |
| 12:15               | Parciales: 18–23, 23–11, 19–15, 14–20                  | Parciales: 18–23, 23–11, 19–15, 14–20 | Parciales: 18–23, 23–11, 19–15, 14–20                                 | |  |
|                     | Estadísticas Živković 15 Živković 14 Mujović 5 Mack 24 | Reporte Pts Reb Asts Val              | Estadísticas 15 Spanou, Fasoula 11 Spanou 6 Spanou, Stamati 20 Spanou | Pabellón: Arena de Tel Aviv Asistencia: 100 espectadores Árbitros: Wojciech Liszka Ventsislav Velikov Mihkel Männiste |  |

| 15 de junio de 2023 | Letonia                                                  | 67–63                                 | España                                      | Tel Aviv |  |
| 21:00               | Parciales: 17–15, 20–13, 18–19, 12–16                    | Parciales: 17–15, 20–13, 18–19, 12–16 | Parciales: 17–15, 20–13, 18–19, 12–16       | |  |
|                     | Estadísticas Šteinberga 22 Jurjāne 9 Pulevere 7 Laksa 20 | Reporte Pts Reb Asts Val              | Estadísticas 20 Gil 10 Gil 4 Cazorla 27 Gil | Pabellón: Arena de Tel Aviv Asistencia: 100 espectadores Árbitros: Viola Györgyi Marek Kúkelčík Siniša Prpa |  |

Jornada 2
| 16 de junio de 2023 | Grecia                                                             | 73–65                                 | Letonia                                                                 | Tel Aviv |  |
| 18:15               | Parciales: 13–17, 19–17, 24–13, 17–18                              | Parciales: 13–17, 19–17, 24–13, 17–18 | Parciales: 13–17, 19–17, 24–13, 17–18                                   | |  |
|                     | Estadísticas Spanou, Fasoula 22 Christinaki 12 Spanou 4 Fasoula 23 | Reporte Pts Reb Asts Val              | Estadísticas 15 Gulbe, Laksa 10 Šteinberga 4 Strautmane 15 Gulbe, Laksa | Pabellón: Arena de Tel Aviv Asistencia: 66 espectadores Árbitros: Maj Kazuko Forsberg Michał Proc Amal Dahra |  |

| 16 de junio de 2023 | España                                                  | 78–57                                | Montenegro                                            | Tel Aviv |  |
| 20:45               | Parciales: 19–14, 23–15, 10–22, 26–6                    | Parciales: 19–14, 23–15, 10–22, 26–6 | Parciales: 19–14, 23–15, 10–22, 26–6                  | |  |
|                     | Estadísticas Conde 20 Conde, Gil 6 Rodríguez 4 Conde 22 | Reporte Pts Reb Asts Val             | Estadísticas 15 Leković 7 Jovanović 5 Mujović 16 Mack | Pabellón: Arena de Tel Aviv Asistencia: 100 espectadores Árbitros: Paulo Marques Cecília Montgomery-Tóth Marek Kúkelčík |  |

Jornada 3
| 18 de junio de 2023 | Montenegro                                     | 61–58                                 | Letonia                                                         | Tel Aviv |  |
| 12:15               | Parciales: 12–16, 12–14, 21–10, 16–18          | Parciales: 12–16, 12–14, 21–10, 16–18 | Parciales: 12–16, 12–14, 21–10, 16–18                           | |  |
|                     | Estadísticas Mack 22 Mack 20 Mujović 5 Mack 37 | Reporte Pts Reb Asts Val              | Estadísticas 23 Šteinberga 8 Šteinberga 7 Pulvere 21 Šteinberga | Pabellón: Arena de Tel Aviv Asistencia: 100 espectadores Árbitros: Maj Kazuko Forsberg Kerem Baki Mihkel Männiste |  |

| 18 de junio de 2023 | España                                              | 76–60                                | Grecia                                                        | Tel Aviv                                                                                                   |  |
| 20:45               | Parciales: 20–18, 15–9, 20–22, 21–11                | Parciales: 20–18, 15–9, 20–22, 21–11 | Parciales: 20–18, 15–9, 20–22, 21–11                          | |  |
|                     | Estadísticas Casas 16 Carrera 8 Ouviña 6 Carrera 27 | Reporte Pts Reb Asts Val             | Estadísticas 14 Spanou 8 Fasoula 7 Pavlopoulou 18 Pavlopoulou | Pabellón: Arena de Tel Aviv Asistencia: 100 espectadores Árbitros: Viola Györgyi Michał Proc Franko Gracin |  |

### Grupo B
| Pos. | Equipo          | PJ | G | P | PF  | PC  | DP   | Pts | Clasificación                    |
| ---- | --------------- | -- | - | - | --- | --- | ---- | --- | -------------------------------- |
| 1    | Bélgica         | 3  | 3 | 0 | 264 | 164 | +100 | 6   | Cuartos de final                 |
| 2    | República Checa | 3  | 2 | 1 | 163 | 194 | −31  | 5   | Clasificación a cuartos de final |
| 3    | Italia          | 3  | 1 | 2 | 210 | 201 | +9   | 4   | Clasificación a cuartos de final |
| 4    | Israel (H)      | 3  | 0 | 3 | 179 | 257 | −78  | 3   |                                  |

 Fuente: FIBA
Criterios de clasificación: 1) Puntos; 2) Enfrentamientos directos; 3) Diferencia global de puntos; 4) Puntos anotados.
Todos los horarios corresponden al huso horario local (EEST - UTC+3)
Jornada 1
| 15 de junio de 2023 | Italia                                                        | 58–61                                | República Checa                                                                     | Tel Aviv |  |
| 15:00               | Parciales: 17–17, 16–15, 17–11, 8–18                          | Parciales: 17–17, 16–15, 17–11, 8–18 | Parciales: 17–17, 16–15, 17–11, 8–18                                                | |  |
|                     | Estadísticas Tres jugadoras 10 Andrè 8 Zandalasini 8 Andrè 16 | Reporte Pts Reb Asts Val             | Estadísticas 14 Hamzová, Holešinská 7 Březinová 3 Andělová, Stoupalová 17 Březinová | Pabellón: Arena de Tel Aviv Asistencia: 100 espectadores Árbitros: Maj Kazuko Forsberg Michał Proc Alexandre Deman |  |

| 15 de junio de 2023 | Bélgica                                                                 | 108–59                               | Israel                                                                | Tel Aviv                                                                                                   |  |
| 18:15               | Parciales: 28–18, 33–16, 24–9, 23–16                                    | Parciales: 28–18, 33–16, 24–9, 23–16 | Parciales: 28–18, 33–16, 24–9, 23–16                                  | |  |
|                     | Estadísticas Meesseman 23 Meesseman, Allemand 5 Allemand 8 Meesseman 31 | Reporte Pts Reb Asts Val             | Estadísticas 13 Y. Garzon 6 Garzon, Raber 3 Karsh, Simms 18 Y. Garzon | Pabellón: Arena de Tel Aviv Asistencia: 1668 espectadores Árbitros: Paulo Marques Kerem Baki Blaž Zupančič |  |

Jornada 2
| 16 de junio de 2023 | República Checa                                                 | 41–84                               | Bélgica                                                        | Tel Aviv |  |
| 12:15               | Parciales: 11–20, 15–19, 7–25, 8–20                             | Parciales: 11–20, 15–19, 7–25, 8–20 | Parciales: 11–20, 15–19, 7–25, 8–20                            | |  |
|                     | Estadísticas Andělová 11 Vyoralová 6 Stoupalová 3 Stoupalová 10 | Reporte Pts Reb Asts Val            | Estadísticas 24 Meesseman 11Meesseman 11 Allemand 37 Meesseman | Pabellón: Arena de Tel Aviv Asistencia: 144 espectadores Árbitros: Wojciech Liszka Mihkel Männiste Franko Gracin |  |

| 16 de junio de 2023 | Israel                                                        | 68–88                                 | Italia                                                          | Tel Aviv                                                                                                 |  |
| 15:30               | Parciales: 18–30, 13–17, 14–20, 23–21                         | Parciales: 18–30, 13–17, 14–20, 23–21 | Parciales: 18–30, 13–17, 14–20, 23–21                           | |  |
|                     | Estadísticas Cohen, Y. Garzon 15 Simms 6 Simms 4 Y. Garzon 17 | Reporte Pts Reb Asts Val              | Estadísticas 33 Zandalasini 7 Zandalasini 5 Keys 39 Zandalasini | Pabellón: Arena de Tel Aviv Asistencia: 2043 espectadores Árbitros: Viola Györgyi Kerem Baki Sinem Tetik |  |

Jornada 3
| 18 de junio de 2023 | Bélgica                                                     | 72–64                                 | Italia                                                | Tel Aviv |  |
| 15:15               | Parciales: 26–22, 17–17, 11–15, 18–10                       | Parciales: 26–22, 17–17, 11–15, 18–10 | Parciales: 26–22, 17–17, 11–15, 18–10                 | |  |
|                     | Estadísticas Vanloo 23 Meesseman 9 Allemand 11 Meesseman 24 | Reporte Pts Reb Asts Val              | Estadísticas 17 Andrè 7 Zandalasini 6 Verona 22 Andrè | Pabellón: Arena de Tel Aviv Asistencia: 124 espectadores Árbitros: Paulo Marques Cecília Tóth Alexandre Deman |  |

| 18 de junio de 2023 | República Checa                                               | 61–52                                 | Israel                                                  | Tel Aviv |  |
| 18:00               | Parciales: 19–11, 13–19, 14–12, 15–10                         | Parciales: 19–11, 13–19, 14–12, 15–10 | Parciales: 19–11, 13–19, 14–12, 15–10                   | |  |
|                     | Estadísticas Voráčková 16 Vyoralová 10 Hamzová 5 Voráčková 15 | Reporte Pts Reb Asts Val              | Estadísticas 20 Raber 9 Raber 5 Rotberg, Cohen 30 Raber | Pabellón: Arena de Tel Aviv Asistencia: 1701 espectadores Árbitros: Wojciech Liszka Siniša Prpa Blaž Zupančič |  |

### Grupo C
| Pos. | Equipo        | PJ | G | P | PF  | PC  | DP  | Pts | Clasificación                    |
| ---- | ------------- | -- | - | - | --- | --- | --- | --- | -------------------------------- |
| 1    | Francia       | 3  | 3 | 0 | 194 | 175 | +19 | 6   | Cuartos de final                 |
| 2    | Alemania      | 3  | 2 | 1 | 178 | 181 | −3  | 5   | Clasificación a cuartos de final |
| 3    | Gran Bretaña  | 3  | 1 | 2 | 194 | 196 | −2  | 4   | Clasificación a cuartos de final |
| 4    | Eslovenia (H) | 3  | 0 | 3 | 201 | 215 | −14 | 3   |                                  |

 Fuente: FIBA
Criterios de clasificación: 1) Puntos; 2) Enfrentamientos directos; 3) Diferencia global de puntos; 4) Puntos anotados.
Todos los horarios corresponden al huso horario local (CEST - UTC+2)
Jornada 1
| 15 de junio de 2023 | Gran Bretaña                                                                    | 76–71                                 | Eslovenia                                       | Liubliana                                                                                                   |  |
| 18:00               | Parciales: 11–23, 22–15, 27–18, 16–15                                           | Parciales: 11–23, 22–15, 27–18, 16–15 | Parciales: 11–23, 22–15, 27–18, 16–15           | |  |
|                     | Estadísticas Winterburn, Anigwe 15 Anigwe 14 Winterburn 6 Winterburn, Anigwe 21 | Reporte Pts Reb Asts Val              | Estadísticas 25 Oblak 11 Sivka 5 Oblak 21 Sivka | Pabellón: Arena Stožice Asistencia: 2150 espectadores Árbitros: Ariadna Chueca Lorenzo Baldini Ivor Matějek |  |

| 15 de junio de 2023 | Alemania                                                          | 50–58                                | Francia                                        | Liubliana |  |
| 20:45               | Parciales: 16–11, 7–16, 15–16, 12–15                              | Parciales: 16–11, 7–16, 15–16, 12–15 | Parciales: 16–11, 7–16, 15–16, 12–15           | |  |
|                     | Estadísticas Sontag 10 Gülich 8 Brunckhorst 3 Hartmann, Sontag 11 | Reporte Pts Reb Asts Val             | Estadísticas 11 Ayayi 8 Gruda 4 Ayayi 14 Ayayi | Pabellón: Arena Stožice Asistencia: 250 espectadores Árbitros: Luis Castillo Mārtiņš Kozlovskis Ofer Manheim |  |

Jornada 2
| 16 de junio de 2023 | Francia                                               | 63–57                                 | Gran Bretaña                                                | Liubliana |  |
| 15:00               | Parciales: 19–11, 10–13, 15–11, 19–22                 | Parciales: 19–11, 10–13, 15–11, 19–22 | Parciales: 19–11, 10–13, 15–11, 19–22                       | |  |
|                     | Estadísticas Touré 15 Gruda, Ayayi 5 Boury 7 Touré 15 | Reporte Pts Reb Asts Val              | Estadísticas 20 Fagbenle 11 Anigwe 4 Winterburn 26 Fagbenle | Pabellón: Arena Stožice Asistencia: 100 espectadores Árbitros: Lorenzo Baldini Alexandra-Ioana Stan Martin Vulić |  |

| 16 de junio de 2023 | Eslovenia                                                            | 62–66                                 | Alemania                                                             | Liubliana |  |
| 18:00               | Parciales: 17–14, 13–18, 15–10, 17–24                                | Parciales: 17–14, 13–18, 15–10, 17–24 | Parciales: 17–14, 13–18, 15–10, 17–24                                | |  |
|                     | Estadísticas Friškovec 20 Oblak 5 Oblak, Sivka 6 Friškovec, Sivka 16 | Reporte Pts Reb Asts Val              | Estadísticas 12 Gülich, Greinacher 11 Gülich 4 Brunckhorst 19 Gülich | Pabellón: Arena Stožice Asistencia: 1645 espectadores Árbitros: Luis Castillo Esperanza Mendoza Gintaras Mačiulis |  |

Jornada 3
| 18 de junio de 2023 | Alemania                                                     | 62–61                                | Gran Bretaña                                                       | Liubliana |  |
| 12:15               | Parciales: 15–19, 14–19, 18–6, 15–17                         | Parciales: 15–19, 14–19, 18–6, 15–17 | Parciales: 15–19, 14–19, 18–6, 15–17                               | |  |
|                     | Estadísticas Fiebich 13 Fiebich 7 Fiebich Gülich, Fiebich 14 | Reporte Pts Reb Asts Val             | Estadísticas 18 Fagbenle 10 Anigwe 4 Fagbenle, Wallace 18 Fagbenle | Pabellón: Arena Stožice Asistencia: 289 espectadores Árbitros: Andris Aunkrogers Lorenzo Baldini Suzana Vujičić |  |

| 18 de junio de 2023 | Eslovenia                                       | 68–73                                 | Francia                                         | Liubliana                                                                                                 |  |
| 18:00               | Parciales: 14–25, 25–21, 12–18, 17–19           | Parciales: 14–25, 25–21, 12–18, 17–19 | Parciales: 14–25, 25–21, 12–18, 17–19           | |  |
|                     | Estadísticas 16 Lisec 11 Lisec 7 Oblak 24 Lisec | Reporte Pts Reb Asts Val              | Estadísticas 14 Boury 7 Chery 5 Boury 17 Salaün | Pabellón: Arena Stožice Asistencia: 2108 espectadores Árbitros: Ivor Matějek Jelena Tomić Andrada Csender |  |

### Grupo D
| Pos. | Equipo     | PJ | G | P | PF  | PC  | DP  | Pts | Clasificación                    |
| ---- | ---------- | -- | - | - | --- | --- | --- | --- | -------------------------------- |
| 1    | Hungría    | 3  | 2 | 1 | 238 | 211 | +27 | 5   | Cuartos de final                 |
| 2    | Serbia     | 3  | 2 | 1 | 236 | 196 | +40 | 5   | Clasificación a cuartos de final |
| 3    | Eslovaquia | 3  | 1 | 2 | 199 | 245 | −46 | 4   | Clasificación a cuartos de final |
| 4    | Turquía    | 3  | 1 | 2 | 198 | 219 | −21 | 4   |                                  |

 Fuente: FIBA
Criterios de clasificación: 1) Puntos; 2) Enfrentamientos directos; 3) Diferencia global de puntos; 4) Puntos anotados.
Notas:
1. 1 2  Hungría 81–75 Serbia
2. 1 2  Eslovaquia 80–66 Turquía

Todos los horarios corresponden al huso horario local (CEST - UTC+2)
Jornada 1
| 15 de junio de 2023 | Eslovaquia                                                                       | 67–89                                 | Hungría                                                | Liubliana                                                                                             |  |
| 12:15               | Parciales: 12–16, 20–24, 21–15, 14–34                                            | Parciales: 12–16, 20–24, 21–15, 14–34 | Parciales: 12–16, 20–24, 21–15, 14–34                  | |  |
|                     | Estadísticas Dudášová 15 Šimonovičová 8 Páleníková, Wrzesiński 3 Šimonovičová 15 | Reporte Pts Reb Asts Val              | Estadísticas 22 Kiss 7 Dubei, Goree 5 Kányási 24 Dubei | Pabellón: Arena Stožice Asistencia: 550 espectadores Árbitros: Martin Vulić Geert Jacobs Jelena Tomić |  |

| 15 de junio de 2023 | Turquía                                         | 63–71                                 | Serbia                                                            | Liubliana |  |
| 15:00               | Parciales: 22–21, 11–16, 19–21, 11–13           | Parciales: 22–21, 11–16, 19–21, 11–13 | Parciales: 22–21, 11–16, 19–21, 11–13                             | |  |
|                     | Estadísticas McCowan 12 Bayram 6 Uzun 6 Uzun 11 | Reporte Pts Reb Asts Val              | Estadísticas 17 Anderson 8 Čađo 5 Anderson 14 Stanković, Janković | Pabellón: Arena Stožice Asistencia: 285 espectadores Árbitros: Andris Aunkrogers Georgios Poursanidis Gintaras Mačiulis |  |

Jornada 2
| 16 de junio de 2023 | Hungría                                               | 68–69                                 | Turquía                                            | Liubliana |  |
| 12:15               | Parciales: 18–13, 16–13, 17–16, 17–27                 | Parciales: 18–13, 16–13, 17–16, 17–27 | Parciales: 18–13, 16–13, 17–16, 17–27              | |  |
|                     | Estadísticas Lelik 18 Dubei, Goree 9 Lelik 9 Lelik 24 | Reporte Pts Reb Asts Val              | Estadísticas 15 Uzun 15 McCowan 7 Çakır 24 McCowan | Pabellón: Arena Stožice Asistencia: 304 espectadores Árbitros: Ariadna Chueca Mārtiņš Kozlovskis Suzana Vujičić |  |

| 16 de junio de 2023 | Serbia                                                          | 90–52                                | Eslovaquia                                                           | Liubliana |  |
| 20:45               | Parciales: 30–12, 17–19, 18–4, 25–17                            | Parciales: 30–12, 17–19, 18–4, 25–17 | Parciales: 30–12, 17–19, 18–4, 25–17                                 | |  |
|                     | Estadísticas Raca 16 Stanković 11 Anderson, Krajišnik 4 Raca 23 | Reporte Pts Reb Asts Val             | Estadísticas 10 Páleníková 9 Moravčíková 3 Páleníková 15 Moravčíková | Pabellón: Arena Stožice Asistencia: 350 espectadores Árbitros: Andris Aunkrogers Andrada Csender Geert Jacobs |  |

Jornada 3
| 18 de junio de 2023 | Hungría                                       | 81–75                                 | Serbia                                                                    | Liubliana |  |
| 15:00               | Parciales: 23–23, 16–21, 27–11, 15–20         | Parciales: 23–23, 16–21, 27–11, 15–20 | Parciales: 23–23, 16–21, 27–11, 15–20                                     | |  |
|                     | Estadísticas Kiss 21 Kiss 11 Studer 5 Kiss 28 | Reporte Pts Reb Asts Val              | Estadísticas 18 Anderson 8 Crvendakić, Topuzović 5 Crvendakić 14 Anderson | Pabellón: Arena Stožice Asistencia: 640 espectadores Árbitros: Luis Castillo Esperanza Mendoza Georgios Poursanidis |  |

| 18 de junio de 2023 | Turquía                                                   | 66–80                                 | Eslovaquia                                                                     | Liubliana                                                                                                   |  |
| 20:45               | Parciales: 15–21, 16–19, 14–18, 21–22                     | Parciales: 15–21, 16–19, 14–18, 21–22 | Parciales: 15–21, 16–19, 14–18, 21–22                                          | |  |
|                     | Estadísticas Uzun, McCowan 16 McCowan 6 Uzun 5 McCowan 16 | Reporte Pts Reb Asts Val              | Estadísticas 20 Páleníková 6 Šimonovičová, Dudášová 7 Wrzesiński 22 Wrzesiński | Pabellón: Arena Stožice Asistencia: 275 espectadores Árbitros: Mārtiņš Kozlovskis Martin Vulic Ofer Manheim |  |

## Fase final
- Todos los partidos en las horas locales de Eslovenia (UTC+2) o Israel (UTC+3)

|  | Clasif. a cuartos | Clasif. a cuartos |                 |         | Cuartos de final | Cuartos de final |         |              | Semifinales  | Semifinales |  |  | Final       | Final       |
|  | 19 y 20 de junio  | 19 y 20 de junio  |                 |         | 22 de junio      | 22 de junio      |         |              | 24 de junio  | 24 de junio |  |  | 25 de junio | 25 de junio |
|  |                   |                   |                 |         |                  |                  |         |              |              |             |  |  |             |             |
|  |                   |                   |                 |         |                  |                  |         |              |              |             |  |  |             |             |
|  |                   |                   |                 |         |                  |                  |         |              |              |             |  |  |             |             |
|  | España            | 67                |                 |         |                  |                  |         |              |              |             |  |  |             |             |
|  | España            | 67                | Alemania        | 79      |                  |                  |         |              |              |             |  |  |             |             |
|  |                   | Alemania          | Alemania        | 79      | 42               |                  |         |              |              |             |  |  |             |             |
|  | Eslovaquia        | Alemania          | 69              |         | 42               | España           | 69      |              |              |             |  |  |             |             |
|  | Eslovaquia        |                   | 69              |         |                  | España           | 69      |              |              |             |  |  |             |             |
|  |                   |                   |                 | Hungría | 60               |                  |         |              |              |             |  |  |             |             |
|  | Hungría           | 62                |                 | Hungría | 60               |                  |         |              |              |             |  |  |             |             |
|  | Hungría           | 62                | República Checa | 79      |                  |                  |         |              |              |             |  |  |             |             |
|  |                   | República Checa   | República Checa | 79      | 61               |                  |         |              |              |             |  |  |             |             |
|  | Grecia            | República Checa   | 76              |         | 61               | España           | 58      |              |              |             |  |  |             |             |
|  | Grecia            |                   | 76              |         |                  | España           | 58      |              |              |             |  |  |             |             |
|  |                   |                   |                 | Bélgica | 64               |                  |         |              |              |             |  |  |             |             |
|  | Bélgica           | 93                |                 | Bélgica | 64               |                  |         |              |              |             |  |  |             |             |
|  | Bélgica           | 93                | Serbia          | 66      |                  |                  |         |              |              |             |  |  |             |             |
|  |                   | Serbia            | Serbia          | 66      | 53               |                  |         |              |              |             |  |  |             |             |
|  | Gran Bretaña      | Serbia            | 60              |         | 53               | Bélgica          | 67      | Tercer lugar | Tercer lugar |             |  |  |             |             |
|  | Gran Bretaña      |                   | 60              |         |                  | Bélgica          | 67      | Tercer lugar | Tercer lugar |             |  |  |             |             |
|  |                   |                   |                 | Francia | 63               |                  |         |              |              |             |  |  |             |             |
|  | Francia           | 90                |                 | Francia | 63               |                  |         |              |              |             |  |  |             |             |
|  | Francia           | 90                | Montenegro      | 63      |                  |                  | Hungría | 68           |              |             |  |  |             |             |
|  |                   | Montenegro        | Montenegro      | 63      | 46               |                  | Hungría | 68           |              |             |  |  |             |             |
|  | Italia            | Montenegro        | 49              |         | 46               | Francia          | 82      |              |              |             |  |  |             |             |
|  | Italia            |                   | 49              |         |                  | Francia          | 82      |              |              |             |  |  |             |             |

### Clasificación a cuartos de final
| 19 de junio de 2023 | República Checa                                                 | 79–76                                 | Grecia                                                              | Tel Aviv |  |
| 18:00               | Parciales: 22–22, 19–20, 20–19, 18–15                           | Parciales: 22–22, 19–20, 20–19, 18–15 | Parciales: 22–22, 19–20, 20–19, 18–15                               | |  |
|                     | Estadísticas Holešínská 19 Hamzová 6 Holešínská 8 Holešínská 18 | Reporte Pts Reb Asts Val              | Estadísticas 26 Fasoula 13 Fasoula 9 Pavlopoulou 27 Spanou, Fasoula | Pabellón: Arena de Tel Aviv Asistencia: 100 espectadores Árbitros: Maj Kazuko Forsberg Paulo Marques Mihkel Männiste |  |

| 19 de junio de 2023 | Montenegro                                                    | 63–49                               | Italia                                                  | Tel Aviv |  |
| 21:00               | Parciales: 22–8, 13–14, 13–9, 15–18                           | Parciales: 22–8, 13–14, 13–9, 15–18 | Parciales: 22–8, 13–14, 13–9, 15–18                     | |  |
|                     | Estadísticas Jovanović 17 Mack 15 Živković, Mujović 3 Mack 25 | Reporte Pts Reb Asts Val            | Estadísticas 10 Andrè 8 Santucci 4 Santucci 17 Santucci | Pabellón: Arena de Tel Aviv Asistencia: 100 espectadores Árbitros: Wojciech Liszka Viola Györgyi Kerem Baki |  |

| 20 de junio de 2023 | Alemania                                            | 79–69                                 | Eslovaquia                                                                   | Liubliana |  |
| 18:00               | Parciales: 21–19, 23–17, 17–12, 18–21               | Parciales: 21–19, 23–17, 17–12, 18–21 | Parciales: 21–19, 23–17, 17–12, 18–21                                        | |  |
|                     | Estadísticas Gülich 26 Gülich 9 Fiebich 5 Gülich 33 | Reporte Pts Reb Asts Val              | Estadísticas 18 Wrzesiński 6 Jakubcová, Moravčíková 8 Stašová 21 Moravčíková | Pabellón: Arena Stožice Asistencia: 179 espectadores Árbitros: Martins Kozlovskis Andris Aunkrogers Martin Vulic |  |

| 20 de junio de 2023 | Serbia                                                | 66–60                                 | Gran Bretaña                                                | Liubliana |  |
| 21:00               | Parciales: 13–10, 16–18, 16–14, 21–18                 | Parciales: 13–10, 16–18, 16–14, 21–18 | Parciales: 13–10, 16–18, 16–14, 21–18                       | |  |
|                     | Estadísticas Nogić 16 Krajišnik 8 Anderson 3 Nogić 15 | Reporte Pts Reb Asts Val              | Estadísticas 20 Fagbenle 14 Anigwe 6 Winterburn 20 Fagbenle | Pabellón: Arena Stožice Asistencia: 345 espectadores Árbitros: Ariadna Chueca Luis Castillo Gintaras Mačiulis |  |

### Cuartos de final
| 22 de junio de 2023 | Hungría                                          | 62–61                                | República Checa                                                                | Liubliana |  |
| 12:15               | Parciales: 7–11, 22–11, 19–17, 14–22             | Parciales: 7–11, 22–11, 19–17, 14–22 | Parciales: 7–11, 22–11, 19–17, 14–22                                           | |  |
|                     | Estadísticas Goree 17 Dubei 11 Studer 7 Goree 22 | Reporte Pts Reb Asts Val             | Estadísticas 20 Stoupalová 6 Stoupalová, Čechová 4 Zeithammerivá 20 Stoupalová | Pabellón: Arena Stožice Asistencia: 437 espectadores Árbitros: Martins Kozlovskis Paulo Marques Gintaras Mačiulis |  |

| 22 de junio de 2023 | Bélgica                                                                   | 93–53                               | Serbia                                                    | Liubliana |  |
| 15:00               | Parciales: 28–8, 21–23, 22–14, 22–8                                       | Parciales: 28–8, 21–23, 22–14, 22–8 | Parciales: 28–8, 21–23, 22–14, 22–8                       | |  |
|                     | Estadísticas Meesseman, Allemand 15 Meesseman 13 Allemand 11 Meesseman 38 | Reporte Pts Reb Asts Val            | Estadísticas 20 Anderson 6 Anderson 3 Katanić 15 Anderson | Pabellón: Arena Stožice Asistencia: 595 espectadores Árbitros: Maj Kazuko Forsberg Wojciech Liszka Andris Aunkrogers |  |

| 22 de junio de 2023 | Francia                                                 | 90–46                               | Montenegro                                                | Liubliana                                                                                                 |  |
| 18:00               | Parciales: 23–9, 21–17, 21–11, 24–9                     | Parciales: 23–9, 21–17, 21–11, 24–9 | Parciales: 23–9, 21–17, 21–11, 24–9                       | |  |
|                     | Estadísticas Badiane 20 Badiane 7 Fauthoux 6 Badiane 26 | Reporte Pts Reb Asts Val            | Estadísticas 9 Kovačević 8 Mack 3 Mujović, Vučetić 8 Mack | Pabellón: Arena Stožice Asistencia: 370 espectadores Árbitros: Luis Castillo Lorenzo Baldini Ivor Matějek |  |

| 22 de junio de 2023 | España                                      | 67–42                               | Alemania                                                   | Liubliana                                                                                          |  |
| 20:45               | Parciales: 20–7, 13–9, 20–13, 14–13         | Parciales: 20–7, 13–9, 20–13, 14–13 | Parciales: 20–7, 13–9, 20–13, 14–13                        | |  |
|                     | Estadísticas Gil 13 Gil 11 Cazorla 5 Gil 21 | Reporte Pts Reb Asts Val            | Estadísticas 9 Greinacher 7 Gülich 3 Brunckhorst 7 Bessoir | Pabellón: Arena Stožice Asistencia: 250 espectadores Árbitros: Michał Proc Martin Vulić Kerem Baki |  |

### Semifinales
| 24 de junio de 2023 | España                                             | 69–60                                 | Hungría                                                   | Liubliana |  |
| 17:45               | Parciales: 18–14, 20–14, 12–18, 19–14              | Parciales: 18–14, 20–14, 12–18, 19–14 | Parciales: 18–14, 20–14, 12–18, 19–14                     | |  |
|                     | Estadísticas Torrens 27 Gil 7 Cazorla 6 Torrens 27 | Reporte Pts Reb Asts Val              | Estadísticas 13 Studer 6 Tres jugadoras 5 Studer 14 Goree | Pabellón: Arena Stožice Asistencia: 1221 espectadores Árbitros: Maj Kazuko Forsberg Jelena Tomic Mihkel Männiste |  |

| 24 de junio de 2023 | Bélgica                                                      | 67–63                                | Francia                                             | Liubliana                                                                                               |  |
| 20:45               | Parciales: 18–8, 26–22, 10–16, 13–17                         | Parciales: 18–8, 26–22, 10–16, 13–17 | Parciales: 18–8, 26–22, 10–16, 13–17                | |  |
|                     | Estadísticas Meesseman 24 Mununga 9 Meesseman 5 Meesseman 28 | Reporte Pts Reb Asts Val             | Estadísticas 17 Gruda 8 Badiane 6 Fauthoux 17 Gruda | Pabellón: Arena Stožice Asistencia: 1151 espectadores Árbitros: Wojciech Liszka Kerem Baki Martin Vulic |  |

### Tercer lugar
| 25 de junio de 2023 | Hungría                                              | 68–82                                | Francia                                                 | Liubliana                                                                                                  |  |
| 17:00               | Parciales: 8–26, 22–23, 19–12, 19–21                 | Parciales: 8–26, 22–23, 19–12, 19–21 | Parciales: 8–26, 22–23, 19–12, 19–21                    | |  |
|                     | Estadísticas Kiss 21 Kiss 7 Goree, Studer 4 Goree 18 | Reporte Pts Reb Asts Val             | Estadísticas 20 Touré 6 Chery 5 Ayayi 15 Chery, Badiane | Pabellón: Arena Stožice Asistencia: 910 espectadores Árbitros: Luis Castillo Andris Aunkrogers Michał Proc |  |

### Final
| 25 de junio de 2023 | España                                           | 58–64                                 | Bélgica                                                      | Liubliana |  |
| 20:00               | Parciales: 17–13, 15–12, 16–18, 10–21            | Parciales: 17–13, 15–12, 16–18, 10–21 | Parciales: 17–13, 15–12, 16–18, 10–21                        | |  |
|                     | Estadísticas Casas 14 Carrera 7 Gil 5 Carrera 19 | Reporte Pts Reb Asts Val              | Estadísticas 24 Meesseman 15 Linskens 8 Allemand 32 Linskens | Pabellón: Arena Stožice Asistencia: 1691 espectadores Árbitros: Maj Kazuko Forsberg Wojciech Liszka Lorenzo Baldini |  |

### Partidos de clasificación
|  | Semifinales 5.º-8.º | Semifinales 5.º-8.º |        |          | Partido 5.º puesto | Partido 5.º puesto |  |
|  | 24 de julio         | 24 de julio         |        |          | 25 de julio        | 25 de julio        |  |
|  |                     |                     |        |          |                    |                    |  |
|  |                     |                     |        |          |                    |                    |  |
|  | Alemania TE         | 71                  |        |          |                    |                    |  |
|  | Alemania TE         | 71                  |        |          |                    |                    |  |
|  | República Checa     | 69                  |        |          |                    |                    |  |
|  | República Checa     | 69                  |        | Alemania | 62                 |                    |  |
|  |                     |                     |        | Alemania | 62                 |                    |  |
|  |                     |                     | Serbia | 78       |                    |                    |  |
|  | Serbia              | 63                  | Serbia | 78       |                    |                    |  |
|  | Serbia              | 63                  |        |          |                    |                    |  |
|  | Montenegro          | 58                  |        |          |                    |                    |  |
|  | Montenegro          | 58                  |        |          |                    |                    |  |
|  |                     |                     |        |          |                    |                    |  |

#### Semifinales del 5.º-8.º puesto
| 24 de junio de 2023 | Alemania                                                  | 71–69 TE                                          | República Checa                                                                                   | Liubliana                                                                                                   |  |
| 12:00               | Parciales: 18–15, 11–18, 13–16, 21–14 (T.E.: 8–6)         | Parciales: 18–15, 11–18, 13–16, 21–14 (T.E.: 8–6) | Parciales: 18–15, 11–18, 13–16, 21–14 (T.E.: 8–6)                                                 | |  |
|                     | Estadísticas Fiebich 17 Gülich 16 Brunckhorst 7 Gülich 24 | Reporte Pts Reb Asts Val                          | Estadísticas 12 Zeithammerová, Stoupalová 6 Stoupalová, Čechová 4 Andělová, Čechová 15 Stoupalová | Pabellón: Arena Stožice Asistencia: 115 espectadores Árbitros: Andris Aunkrogers Lorenzo Baldini Amal Dahra |  |

| 24 de junio de 2023 | Serbia                                                      | 63–58                                 | Montenegro                                     | Liubliana |  |
| 14:45               | Parciales: 19–16, 19–15, 15–12, 10–15                       | Parciales: 19–16, 19–15, 15–12, 10–15 | Parciales: 19–16, 19–15, 15–12, 10–15          | |  |
|                     | Estadísticas Anderson 23 Krajišnik 7 Anderson 5 Anderson 23 | Reporte Pts Reb Asts Val              | Estadísticas 20 Mack 13 Mack 5 Mujović 27 Mack | Pabellón: Arena Stožice Asistencia: 181 espectadores Árbitros: Luis Castillo Michał Proc Cecília Montgomery-Tóth |  |

#### Partido por el 5.º puesto
| 25 de junio de 2023 | Alemania                                                                  | 62–78                                | Serbia                                                       | Liubliana |  |
| 14:15               | Parciales: 15–25, 19–22, 9–15, 19–16                                      | Parciales: 15–25, 19–22, 9–15, 19–16 | Parciales: 15–25, 19–22, 9–15, 19–16                         | |  |
|                     | Estadísticas Geiselsöder 11 Geiselsöder 9 Gülich, Brunckhorst 4 Gülich 17 | Reporte Pts Reb Asts Val             | Estadísticas 16 Anderson 5 Crvendakić 6 Anderson 19 Anderson | Pabellón: Arena Stožice Asistencia: 162 espectadores Árbitros: Cecília Montgomery-Tóth Kerem Baki Mihkel Männiste |  |

## Medallero
| España | Bélgica | Francia |
| Raquel Carrera Queralt Casas Maite Cazorla María Conde Silvia Domínguez Laura Gil Paula Ginzo Lola Pendande Cristina Ouviña Laura Quevedo Leonor Rodríguez Alba Torrens | Julie Allemand Antonia Delaere Serena-Lynn Geldof Maxuelle Lisowa-Mbaka Kyara Linskens Becky Massey Billie Massey Emma Meesseman Bethy Mununga Elise Ramette Laure Résimont Julie Vanloo | Marième Badiane Romane Bernies Alexia Chartereau Marine Fauthoux Marie-Paule Foppossi Sandrine Gruda Leila Lacan Sarah Michel Iliana Rupert Janelle Salaun Mamignan Touré Valériane Vukosavljević |

## Estadísticas

### Clasificación general
| Pos.                                              | Equipo          | G-P | PF  | PC  | Dif. | Clasificación                         |
| ------------------------------------------------- | --------------- | --- | --- | --- | ---- | ------------------------------------- |
| Medalla de oro                                    | Bélgica         | 6–0 | 488 | 338 | +150 | Torneo Preolímpico femenino FIBA 2024 |
| Medalla de plata                                  | España          | 4–2 | 411 | 350 | +61  | Torneo Preolímpico femenino FIBA 2024 |
| Medalla de bronce                                 | Francia         | 5–1 | 429 | 356 | +73  | Torneo Preolímpico femenino FIBA 2024 |
| 4º                                                | Hungría         | 3–3 | 428 | 423 | +5   | Torneo Preolímpico femenino FIBA 2024 |
| Eliminadas en cuartos de final                    |                 |     |     |     |      |                                       |
| 5º                                                | Serbia          | 5–2 | 496 | 469 | +27  | Torneo Preolímpico femenino FIBA 2024 |
| 6º                                                | Alemania        | 4–3 | 432 | 464 | -32  |                                       |
| 7º                                                | República Checa | 3–3 | 372 | 403 | -31  |                                       |
| 8º                                                | Montenegro      | 3–3 | 359 | 407 | -48  |                                       |
| Eliminadas en la clasificación a cuartos de final |                 |     |     |     |      |                                       |
| 9º                                                | Italia          | 1–3 | 259 | 264 | -5   |                                       |
| 10º                                               | Gran Bretaña    | 1–3 | 254 | 262 | -8   |                                       |
| 11º                                               | Grecia          | 1–3 | 278 | 294 | -16  |                                       |
| 12º                                               | Eslovaquia      | 1–3 | 268 | 324 | -56  |                                       |
| Eliminadas en fase de grupos                      |                 |     |     |     |      |                                       |
| 13º                                               | Letonia         | 1–2 | 190 | 197 | -7   |                                       |
| 14º                                               | Turquía         | 1–2 | 198 | 219 | -21  |                                       |
| 15º                                               | Eslovenia       | 0–3 | 201 | 215 | -14  |                                       |
| 16º                                               | Israel          | 0–3 | 179 | 257 | -78  |                                       |

### Líderes

#### Jugadoras
| Jugadora         | PPP  |
| ---------------- | ---- |
| Emma Meesseman   | 21,7 |
| Artemis Spanou   | 18,3 |
| Mariella Fasoula | 18,3 |
| Temi Fagbenle    | 18,0 |
| Julie Vanloo     | 16,2 |

| Jugadora         | RPP  |
| ---------------- | ---- |
| Kristine Anigwe  | 12,3 |
| Natasha Mack     | 11,0 |
| Mariella Fasoula | 10,3 |
| Marie Gülich     | 8,9  |
| Emma Meesseman   | 8,7  |

| Jugadora             | APP |
| -------------------- | --- |
| Julie Allemand       | 8,7 |
| Pinelopi Pavlopoulou | 5,3 |
| Emma Meesseman       | 5,2 |
| Artemis Spanou       | 4,5 |
| Božica Mujović       | 4,3 |
| Barbora Wrzesiński   | 4,3 |
| Ágnes Studer         | 4,3 |
| Cecilia Zandalasini  | 4,3 |
| Holly Winterburn     | 4,3 |

| Jugadora       | TPP |
| -------------- | --- |
| Kyara Linskens | 2,0 |
| Natasha Mack   | 1,7 |
| Marie Gülich   | 1,7 |
| Jasmine Keys   | 1,5 |
| Emma Meesseman | 1,3 |

| Jugadora            | SPP |
| ------------------- | --- |
| Emma Meesseman      | 4,3 |
| Yvonne Anderson     | 2,7 |
| Barbora Wrzesiński  | 2,5 |
| Cecilia Zandalasini | 2,3 |
| Mariella Santucci   | 2,0 |

| Jugadora       | EPP  |
| -------------- | ---- |
| Emma Meesseman | 29,8 |
| Natasha Mack   | 22,8 |
| Temi Fagbenle  | 20,3 |
| Kyara Linskens | 19,3 |
| Artemis Spanou | 19,0 |

#### Equipos
| Equipo  | PPP  |
| ------- | ---- |
| Bélgica | 81,3 |
| Francia | 71,3 |
| Hungría | 71,3 |
| Serbia  | 70,9 |
| Grecia  | 69,5 |

| Equipo       | RPP  |
| ------------ | ---- |
| Gran Bretaña | 43,5 |
| Alemania     | 41,0 |
| Bélgica      | 39,5 |
| Grecia       | 39,3 |
| Hungría      | 39,2 |

| Equipo    | APP  |
| --------- | ---- |
| Bélgica   | 27,2 |
| Francia   | 21,5 |
| Hungría   | 19,7 |
| Eslovenia | 18,7 |
| España    | 18,5 |

| Equipo          | TPP |
| --------------- | --- |
| Alemania        | 4,7 |
| Bélgica         | 4,2 |
| Israel          | 3,0 |
| República Checa | 3,0 |
| España          | 2,7 |
| Turquía         | 2,7 |

| Equipo    | SPP  |
| --------- | ---- |
| Bélgica   | 11,5 |
| Italia    | 11,5 |
| Serbia    | 11,1 |
| España    | 10,9 |
| Eslovenia | 9,7  |

| Equipo  | EPP   |
| ------- | ----- |
| Bélgica | 110,7 |
| Francia | 86,0  |
| España  | 79,5  |
| Grecia  | 78,5  |
| Hungría | 78,2  |

## Premios y reconocimientos
| Quinteto ideal                                                         |
| ---------------------------------------------------------------------- |
| Julie Allemand Julie Vanloo Alba Torrens Emma Meesseman Sandrine Gruda |
| MVP: Emma Meesseman                                                    |